# Jaroslav Kovář
Jaroslav Kovář   (Praga, 12 de maig de 1934 - 14 de febrer de 2015) fou un atleta txec, especialista en el salt d'alçada, que va competir sota bandera txecoslovaca durant la dècada de 1950.
En el seu palmarès destaca una medalla de bronze en la prova del salt d'alçada del Campionat d'Europa d'atletisme de 1954, rere els italians Bengt Nilsson i Jiří Lanský. També guanyà una medalla d'or als International University Games de 1954 i una d'or i una de plata en el Festival Mundial de la Joventut i els Estudiants de 1953 i 1955. Va guanyar el campionat nacional de salt d'alçada de 1955, 1956 i 1957.
Un cop retirat passà a exercir d'entrenador d'atletisme.

## Millors marques
- Salt d'alçada. 2,06 metres (1957)[6]